# Kontiolahti
Kontiolahti est une municipalité de l'est de la Finlande. Elle fait partie de la province de Finlande orientale et de la région de Carélie du Nord.

## Géographie
La commune, bien que bordant l'agglomération de Joensuu, présente un caractère largement forestier et sauvage.
Elle est traversée par la large rivière Pielisjoki venue du lac Pielinen.
Kontiolahti compte 183 lacs et les  lacs couvrent 22,3% (230 km2) de la superficie de la municipalité. Les plus grands  lacs sont Höytiäinen, Kangasvesi et Herajärvi.
La commune comprend également une petite partie du parc national de Koli.
Des 18 villages, seuls deux émergents véritablement. Lehmo est une importante banlieue de Joensuu (à 6 km du centre) et Kontiolahti est le centre historique de la paroisse et principale zone habitée, à 20 km de Joensuu au nord le long de la route nationale 6.
Les municipalités limitrophes sont Eno à l'est, Lieksa au nord, Juuka au nord-ouest, Polvijärvi à l'ouest, Liperi au sud-ouest et Joensuu au sud.

## Démographie
Depuis 25 ans, la municipalité gagne régulièrement des habitants et cette tendance tend à s'accentuer :
| Année      | 1980  | 1985  | 1990   | 1995   | 2000   | 2005   |
| ---------- | ----- | ----- | ------ | ------ | ------ | ------ |
| population | 8 351 | 9 213 | 10 450 | 10 831 | 11 517 | 12 768 |

| Année      | 2010   | 2015   | 2020   |
| ---------- | ------ | ------ | ------ |
| population | 13 722 | 14 681 | 14 819 |

## Politique et administration

### Conseil municipal
Les 35 conseillers municipaux sont répartis comme suit:
| Parti                            | Parti                              | Sièges 2021–2025 |
| -------------------------------- | ---------------------------------- | ---------------- |
|                                  | Parti social-démocrate de Finlande | 10               |
|                                  | Vrais Finlandais                   | 5                |
|                                  | Parti de la Coalition nationale    | 4                |
|                                  | Parti du centre                    | 14               |
|                                  | Ligue verte                        | 2                |
|                                  | Alliance de gauche                 | 0                |
|                                  | Chrétiens-démocrates               | 0                |
|                                  | Mouvement maintenant               | 0                |
| Sources : tulospalvelu.vaalit.fi |                                    |                  |

### Subdivisions administratives
Les villages de Kontiolahti sont: Harivaara, Herajärvi, Iiksi, Jakokoski, Kontiolahti, Kontioniemi, Kulho, Kunnasniemi, Kupluskylä, Kylmäoja, Lehmo, Mönni, Onttola, Paihola, Puntarikoski, Puso, Pyytivaara, Rantakylä, Romppala, Selkie, Varparanta et Venejoki.

## Économie
L'entreprise finlandaise d'électronique Perlos y possède une importante usine (1 100 emplois). La municipalité compte également sur l'armée qui y maintient une garnison. Le taux de chômage est inférieur à 12 %, plutôt bon pour la région.
Aujourd'hui, l'uranium semble offrir des perspectives prometteuses. La commune partagerait en effet avec sa voisine Eno le plus important gisement de Finlande. La COGEMA a reçu le 10 octobre 2006 une autorisation de prospection et d'exploitation pour une zone de 1 500 hectares.

### Principales entreprises
En 2021, les principales entreprises de Kontiolahti par chiffre d'affaires sont :
| Société             | C.A.   |
| ------------------- | ------ |
| Medisize Oy         | 106 M€ |
| Enerke Oy           | 40 M€  |
| Jotwire Oy          | 23 M€  |
| Master Kodit Oy     | 17 M€  |
| Alsiva Oy           | 14 M€  |
| Aatelitalo Oy       | 7 M€   |
| Fodesco Oy          | 6 M€   |
| K-Supermarket Lehmo | 5 M€   |
| Lehmo               | 5 M€   |
| Koillis Asemat Oy   | 5 M€   |

### Employeurs
En 2021, les plus importants employeurs privés de Kontiolahti sont:
| Employeur               | Employés |
| ----------------------- | -------- |
| Medisize Oy             | 562      |
| Enerke Oy               | 190      |
| Jotwire Oy              | 148      |
| Alsiva Oy               | 71       |
| Koillis Asemat Oy       | 64       |
| Fodesco Oy              | 29       |
| Nanocomp Oy             | 28       |
| Aatelitalo Oy           | 27       |
| Sähköasennus Kuronen Oy | 21       |
| Joen Sähköpojat Oy      | 21       |

## Sport
Le stade de biathlon de Kontiolahti accueille régulièrement une étape de la Coupe du monde.

## Lieux et monuments
- Canal de Kuurna
- Port de Kontiolahti
- Église de Kontiolahti

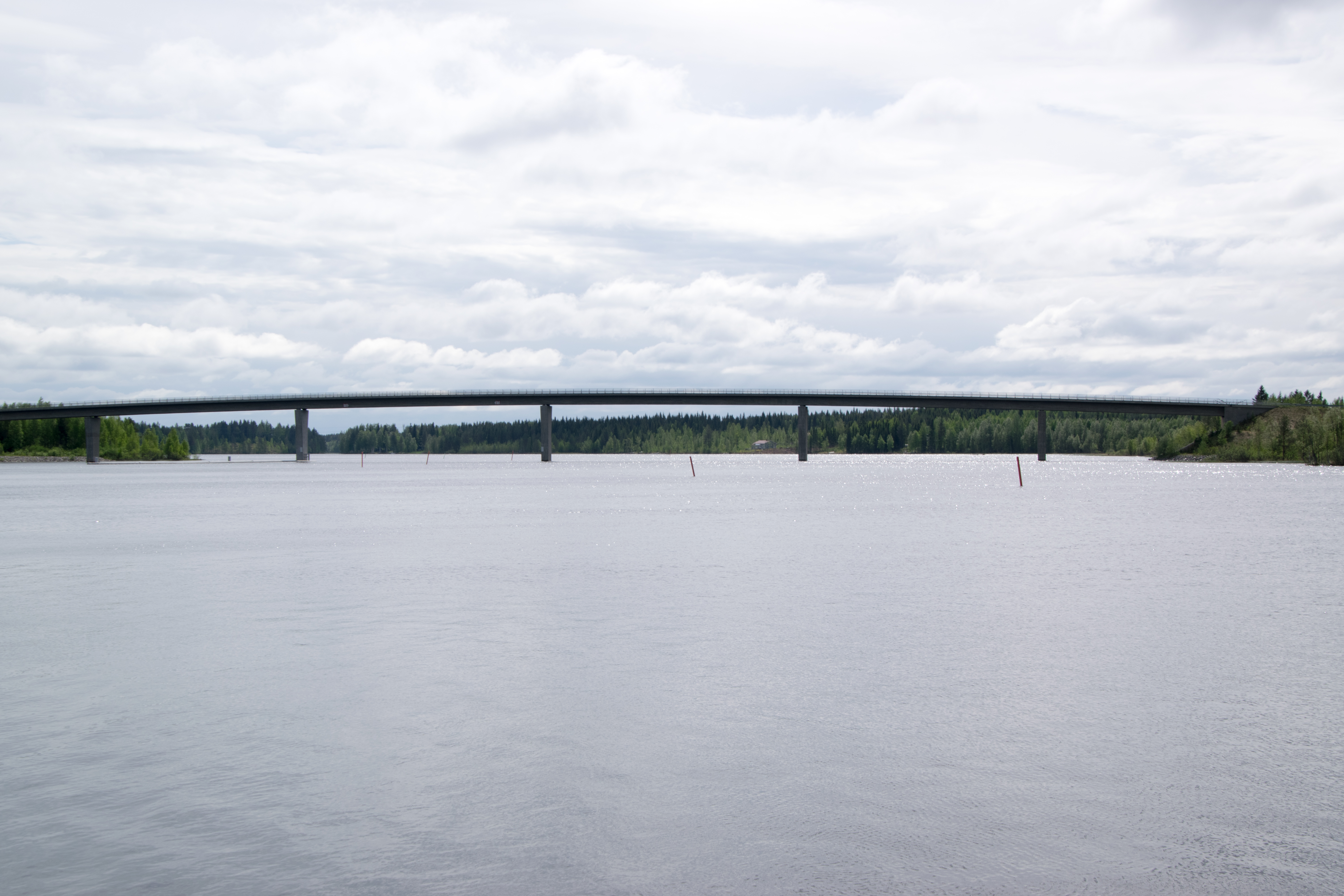
Pont de Mönni.

- Centrale hydroélectrique de Kuurna
- Yhdystie 5100 (fi)
- Canal-musée de Jakokoski
- Kolvananuuro (fi)
- Pont de Mönni.

## Jumelages
| Ville | Ville   | Pays | Pays  |
| ----- | ------- | ---- | ----- |
|       | Hofors  |      | Suède |
|       | Ludvika |      | Suède |

## Personnalités
- Jukka Nevalainen, musicien
- Jouko Puhakka, pilote automobile
- Markku Pölönen, réalisateur

## Galerie

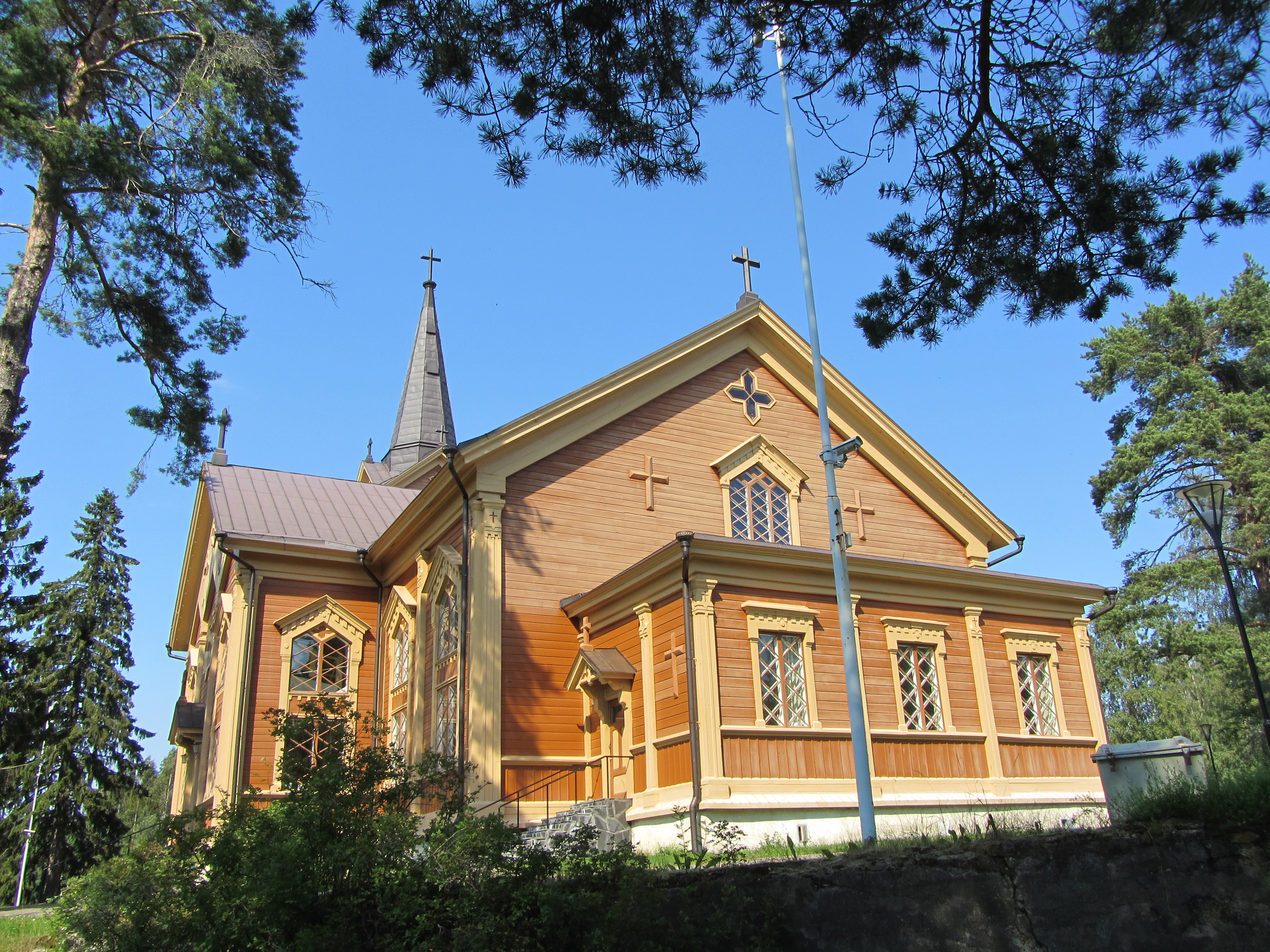
Église de Kontiolahti
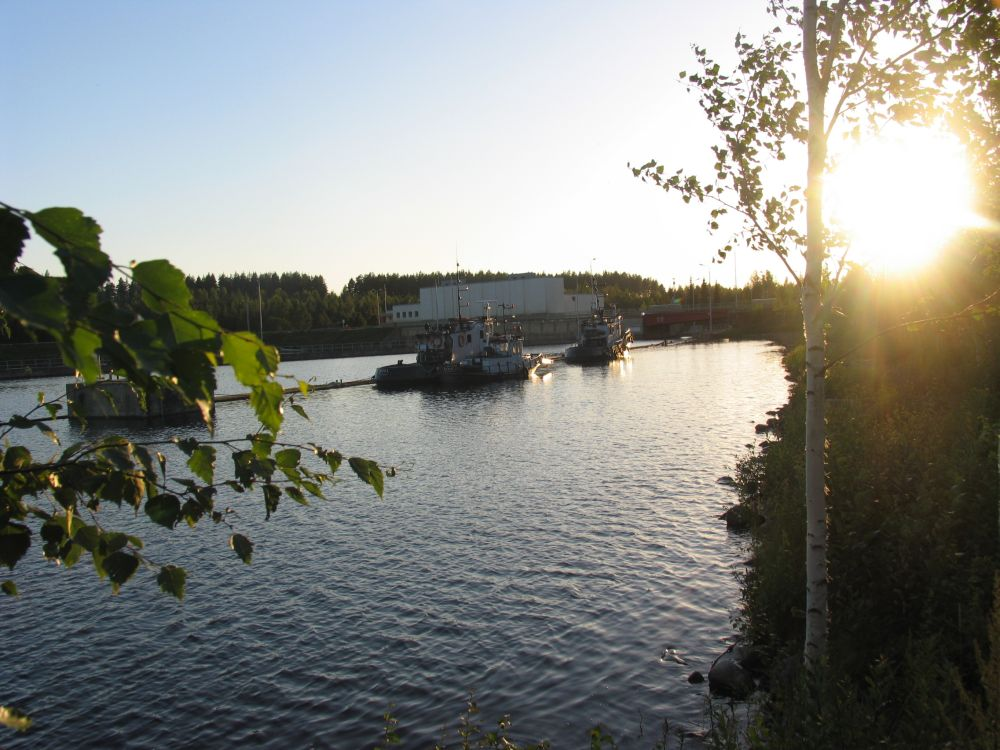
Centrale hydroélectrique de Kuurna.
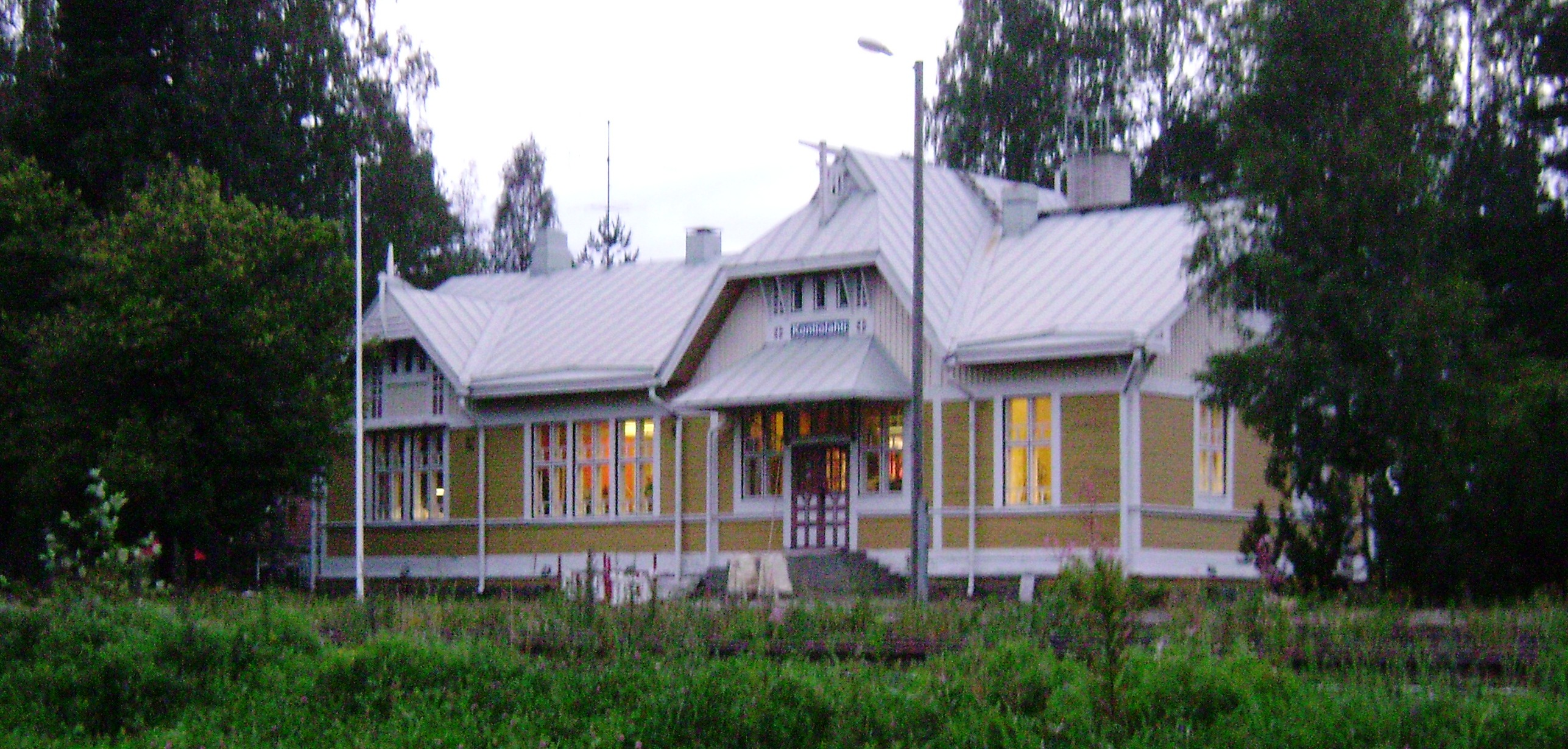
Gare de Kontiolahti.